# Eurolaul 2005
El Eurolaul 2005 fue la preselección de Estonia para el Festival de la Canción de Eurovisión 2005. El grupo femenino Suntribe fue el ganador.

## Eurolaul 2005
El concurso se desarrolló en una única gala en la que participaron 9 artistas. La gala se celebró el 5 de febrero de 2005. La siguiente tabla muestra los resultados.
| N° | Canción          | Cantante                    | Puntos | Lugar |
| -- | ---------------- | --------------------------- | ------ | ----- |
| 1  | Look in my eyes  | Sobe                        | 219    | 9º    |
| 2  | Break the ties   | Glow                        | 393    | 8º    |
| 3  | Dream in a dream | Airi Ojamets                | 6337   | 4º    |
| 4  | 11               | Deva Deva Dance & Cardinals | 6946   | 3º    |
| 5  | Dream            | Glow                        | 690    | 7º    |
| 6  | Have you ever    | Rebecca Kontus              | 4164   | 6º    |
| 7  | Gotta go         | Eha Urbsalu                 | 5171   | 5º    |
| 8  | Moonwalk         | Laura                       | 9906   | 2º    |
| 9  | Let's get loud   | Suntribe                    | 10583  | 1º    |

- Datos: Q15875012